# 이준희 (1983년)
이준희(1983년 ~ )는 대한민국의 기자이다.

## 학력
- 한국외국어대학교 중국어과

## 경력
서울경제신문, MBN을 거쳐 MBC에 입사했다. 2016년 12월 17일부터 동년 2017년 6월 11일까지 주말 MBC 뉴스데스크의 앵커를 맡았다.
현재는 정치팀, 사회팀, 경제팀을 거쳐 기획취재팀을 거쳐 스트레이트팀 소속이다.